# Volksparkstadion
Volksparkstadion er et fodboldstadion i Hamburg i Tyskland. Til daglig er stadion hjemmebane for Hamburger SV og til VM i fodbold 2006 blev der bl.a. spillet en kvartfinale på stadion. Den første stadionbygning på grunden stammer tilbage fra 1925, men det stadion der står i dag først færdiggjort i 2000.
Der kan være 57.000 mennesker på stadiumet til Bundesliga kampe. Mens der kan være 51.000 mennesker til internationale kampe, Grundet 6000 ståpladser som ikke må bruges til internationale kampe.